# Bergakker
Bergakker is een buurtschap ten noordoosten van Kapel-Avezaath in de Nederlandse gemeente Tiel in Gelderland. Bergakker telt inclusief het buitengebied ongeveer 400 inwoners.
In 1996 werd hier een runeninscriptie op leer teruggevonden, daterend uit het begin van de vijfde eeuw.
Stad: Tiel

Dorpen: Drumpt · Kapel-Avezaath (deels) · Kerk-Avezaath (deels) · Wadenoijen

Buurtschappen: Bergakker · Medel · Passewaaij · Zennewijnen (deels)

Gelderland: Steden en dorpen in Gelderland      Nederland: Provincies · Gemeenten